# Grammothele fuligo
Grammothele fuligo är en svampart som först beskrevs av Berk. & Broome, och fick sitt nu gällande namn av Leif Ryvarden 1979. Grammothele fuligo ingår i släktet Grammothele och familjen Polyporaceae.   Inga underarter finns listade i Catalogue of Life.